# Enrichetta di Savoia-Villars

Stemma Savoia-Villars

Enrichetta di Savoia-Villars (1541 – 1611) è stata una nobildonna italiana, marchesa di Villars.

## Biografia
Fu l'unica figlia del condottiero Onorato II di Savoia-Villars, conte di Villars, di Tenda e di Sommaria, e di Giovanna di Foix (†1542).

## Discendenza
Enrichetta si sposò tre volte:
- nel 1557 con Giovanni IX di Créquy (1535 – 1557), senza figli;
- nel 1559 con Melchiorre des Prez (o des Prés) (1525 – 1564), signore di Montpezat, dal quale ebbe otto figli:
  - Emanuele Filiberto des Prez, marchese di Villars, sposò Eleonora Thomassin, nobildonna di Montmartin;
  - Claudio des Prez, morto dopo il 1597;
  - Enrico des Prez, vescovo di Montauban (abdicò del 1595 senza essere consacrato), marchese di Montpezat, morto nel 1619, sposò Clara Susanna di Gramont;
  - Giacomo des Prez, morto nel 1616;
  - Maddalena des Prez;
  - Gabriella des Prez, morta nel 1653;
  - Eleonora des Prez;
  - Margherita des Prez, morta nel 1650.
- nel 1576 con Carlo di Lorena, duca di Mayenne (1554 – 1611), dal quale ebbe quattro figli:
  - Renata di Mayenne († 1638), sposò nel 1613 Mario II Sforza di Santa Fiora, conte di Santa Fiora;
  - Enrico di Guisa, Duca di Mayenne (1578 – 1621): i suoi discendenti diedero vita alla linea cadetta della casa di Lorena detta dei Lorena-Mayenne;
  - Carlo Emanuele di Mayenne (1581 – 1609);
  - Caterina di Lorena (1585 – 1618), detta anche Caterina di Mayenne, che sposò il duca di Mantova Carlo I di Gonzaga-Nevers.

## Ascendenza
|                               |   |                                         | Genitori |  |  | Nonni |  |  | Bisnonni             |  |  | Trisnonni          |  |
|                               |   |                                         |          |  |  |       |  |  | Filippo II di Savoia |  |  | Ludovico di Savoia |  |
|                               |   |                                         |          |  |  |       |  |  | Filippo II di Savoia |  |  | Ludovico di Savoia |  |
|                               |   | Anna di Cipro                           |          |  |  |       |  |  | Filippo II di Savoia |  |  |                    |  |
| Renato di Savoia-Villars      |   |                                         |          |  |  |       |  |  | Filippo II di Savoia |  |  |                    |  |
|                               |   | Libera Portoneri                        | …        |  |  |       |  |  |                      |  |  |                    |  |
|                               |   | Libera Portoneri                        | …        |  |  |       |  |  |                      |  |  |                    |  |
|                               |   | Libera Portoneri                        | …        |  |  |       |  |  |                      |  |  |                    |  |
| Onorato II di Savoia-Villars  |   | Libera Portoneri                        |          |  |  |       |  |  |                      |  |  |                    |  |
|                               |   | Gian Antonio II Lascaris di Ventimiglia | …        |  |  |       |  |  |                      |  |  |                    |  |
|                               |   | Gian Antonio II Lascaris di Ventimiglia | …        |  |  |       |  |  |                      |  |  |                    |  |
|                               |   | Gian Antonio II Lascaris di Ventimiglia | …        |  |  |       |  |  |                      |  |  |                    |  |
| Anna Lascaris                 |   | Gian Antonio II Lascaris di Ventimiglia |          |  |  |       |  |  |                      |  |  |                    |  |
|                               |   | Isabella d'Anglure                      | …        |  |  |       |  |  |                      |  |  |                    |  |
|                               |   | Isabella d'Anglure                      | …        |  |  |       |  |  |                      |  |  |                    |  |
|                               |   | Isabella d'Anglure                      | …        |  |  |       |  |  |                      |  |  |                    |  |
| Enrichetta di Savoia-Villars  |   | Isabella d'Anglure                      |          |  |  |       |  |  |                      |  |  |                    |  |
|                               | … | …                                       |          |  |  |       |  |  |                      |  |  |                    |  |
|                               | … | …                                       |          |  |  |       |  |  |                      |  |  |                    |  |
|                               | … | …                                       |          |  |  |       |  |  |                      |  |  |                    |  |
| Alain de Foix                 | … |                                         |          |  |  |       |  |  |                      |  |  |                    |  |
|                               |   | …                                       | …        |  |  |       |  |  |                      |  |  |                    |  |
|                               |   | …                                       | …        |  |  |       |  |  |                      |  |  |                    |  |
|                               |   | …                                       | …        |  |  |       |  |  |                      |  |  |                    |  |
| Jeanne Françoise de Foix      |   | …                                       |          |  |  |       |  |  |                      |  |  |                    |  |
|                               |   | …                                       | …        |  |  |       |  |  |                      |  |  |                    |  |
|                               |   | …                                       | …        |  |  |       |  |  |                      |  |  |                    |  |
|                               |   | …                                       | …        |  |  |       |  |  |                      |  |  |                    |  |
| Françoise de Prez de Monpezat |   | …                                       |          |  |  |       |  |  |                      |  |  |                    |  |
|                               |   | …                                       | …        |  |  |       |  |  |                      |  |  |                    |  |
|                               |   | …                                       | …        |  |  |       |  |  |                      |  |  |                    |  |
|                               |   | …                                       | …        |  |  |       |  |  |                      |  |  |                    |  |
|                               |   | …                                       |          |  |  |       |  |  |                      |  |  |                    |  |